# オオギウミヒドラ
オオギウミヒドラ Solanderia secunda (Inaba) は、樹状のサンゴかヤギ類のような群体を作り、その形が扇に似るのが特徴である。クラゲは形成しない。

## 特徴
ポリプ世代のみで独立したクラゲを生じない。群体の全形は樹枝状で、細かに枝を出し、それらが平面的に広がり、全体では円に近い扇形になる。最大では50cmに達する例もあるが、普通はずっと小さい。キチン質の網状の骨格からなり、枝は弾力がある。色は黄褐色から褐色、黒紫色など。
ヒドロ花は幹から小枝にかけての多くの面に多数生じる。円筒形で小さく、長さ0.7-0.8mmにすぎない。その側面には広く触手を散在し、それらは15-20本あり、いずれも先端が膨らんだ有頭触手である。ヒドロ花の基部には骨格は2つの小突起を形成する。生殖体は子嚢であり、クラゲとして独立しない。子嚢は単独でヒドロ花の間の各所に生じ、短い柄を持っていて卵形。構造としては退化てはいるがクラゲの形を形成し、4本の放射管と4つの触手瘤がわずかに確認できる。

## 分布と生息環境
日本では本州中部より南の太平洋沿岸部、更に小笠原から太平洋諸島にまで見られる。水深数mから数十mの岩の上に固着する。潮間帯下部の大きな潮だまりでも見られることがある。

## 近縁種
よく似たものにセンナリウミヒドラ S. misakiensis (Inaba) がある。やはり樹枝状の群体を形成するが、その枝が平面上ではあるが、より灌木状に長くなる点で区別できる。また大きさはより小型、色はより薄目、枝がより細かく分かれる点も異なる。細部ではヒドロ花の基部で骨格が突出しないこと、子嚢はより退化的で、生殖腺が発達すると放射管が消失する点なども異なる。 

## 利害
特にない。群体は乾燥保存できるので、装飾品とされることはあるが、宝飾的な価値は全くない。